# Fitchburg (Wisconsin)
Fitchburg – miasto w Stanach Zjednoczonych, w stanie Wisconsin, w hrabstwie Dane.